# سوبر رغبي
سوبر رغبي هو دوري لرياضة اتحاد الرغبي يشارك بها فرق من دول أستراليا، فيجي، نيوزيلندا وجزر المحيط الهادئ.